# Passee
Passee ist eine Gemeinde im äußersten Nordosten des Landkreises Nordwestmecklenburg in Mecklenburg-Vorpommern (Deutschland). Die Gemeinde wird vom Amt Neukloster-Warin mit Sitz in der Stadt Neukloster verwaltet.

## Geografie
Das Gemeindegebiet Passees grenzt im Norden und Osten an den Landkreis Rostock und liegt in einem Endmoränengebiet, das sich von der Ostseeküste bei Kühlungsborn bis in das Gebiet der oberen Warnow erstreckt. Die Gemeinde ist etwa 25 Kilometer von der Hansestadt Wismar und 25 Kilometer vom Ostseebad Rerik entfernt. Die Umgebung ist durch ausgedehnte Wälder, Moorlandschaften und sehr hügeliges Gelände geprägt. Der im Gemeindegebiet liegende Lünenberg (118 m ü. NHN) ist die höchste Erhebung des Landkreises Nordwestmecklenburg. Auch die sich in unmittelbarer Nähe befindlichen Erhebungen (Fuchsberg, Butterberg, Passberg, Krähenberg und Schafwäscheberg) erreichen Höhen über 110 m ü. NHN. Ein Funkturm der Telekom steht auf dem Butterberg.
Umgeben wird Passee von den Nachbargemeinden Satow im Nordosten und Osten, Jürgenshagen im Südosten, Glasin im Süden, Züsow im Südwesten sowie Carinerland im Nordwesten.
Zu Passee gehören die Ortsteile Alt Poorstorf, Goldberg, Höltingsdorf und Tüzen.

## Geschichte
Passee wurde 1318 erstmals urkundlich erwähnt. Auf der Gemarkung entwickelte sich ein kleiner Gutsbesitz im landesherrlichen Eigentum. In der Mitte des 15. Jahrhunderts verpfändete der Herzog Heinrich von Mecklenburg der Familie von Oertzen, seinem Rat Sivert von Oertzen auf Roggow, das höchste Gericht in Passee und dem Nachbardorf Pustohl. Nachfolgend kommt die Familie von Bibow nach Passee. Über mehrere Generationen hatte sie den Gutsbesitz inne. Es waren dies Arend von Bibow, Jürgen von Bibow-Berenshagen und Martin von Bibow-Berenshagen. Danach ist ein mehrfacher Besitzerwechsel zu konstatieren, zwischenzeitlich auch wieder die von Bibow. Ab 1679 gehörte Passee dem Doberaner Amt. 1834 und 1851 wird Passee erneut als fiskalisches Eigentum geführt. Zu Beginn des 20. Jahrhunderts erwarb die briefadelige Familie von Meibom das Gut, die Domäne, in Passee. Heinrich Christian von Meibom, dann seine Witwe Margarete, geb. Bockholdt, sind die Pächter resp. Besitzer. Als Verwalter des Restgutes 1928 mit einer Größe von 102 ha agierte Heinrich jun. von Meibom.
Am 1. Juli 1950 wurden die bisher eigenständigen Gemeinden Alt Poorstorf und Goldberg eingegliedert.
Passee war Gegenstand eines Rechtsstreits, als 1992 ein Immobilienmakler aus Ostholstein Grundstücke des Dorfes und die Gemeinschaftsgebäude wie Dorfladen, Gemeindeverwaltung und Kläranlage auf dem Grundstück erworben hatte. Eine Änderung des Bundesgesetzes im Jahr 1994 gab der Gemeinde Recht, sodass die Gebäude nicht automatisch auf den Eigentümer des Grundstückes übergingen, und weiter wie bisher genutzt werden konnten. Eine Dokumentation aus dem Jahr 2024 fasste dies und weitere Streitigkeiten in einem Film für den NDR zusammen.

## Politik

### Gemeindevertretung und Bürgermeister
Der Gemeinderat besteht (inkl. Bürgermeister) aus 6 Mitgliedern. Die Wahl zum Gemeinderat am 26. Mai 2019 hatte folgende Ergebnisse:
| Partei/Bewerber     | Prozent | Sitze |
| ------------------- | ------- | ----- |
| Wählergruppe Passee | 100,00  | 6     |

Bürgermeister der Gemeinde ist Adolf Wittek, er wurde mit 76,77 % der Stimmen gewählt.

### Wappen, Flagge, Dienstsiegel
Die Gemeinde verfügt über kein amtlich genehmigtes Hoheitszeichen, weder Wappen noch Flagge. Als Dienstsiegel wird das kleine Landessiegel mit dem Wappenbild des Landesteils Mecklenburg geführt. Es zeigt einen hersehenden Stierkopf mit abgerissenem Halsfell und Krone und der Umschrift „GEMEINDE PASSEE • LANDKREIS NORDWESTMECKLENBURG“.

## Sehenswürdigkeiten
Die gotische Kirche in Backsteinbauweise stammt aus der ersten Hälfte des 14. Jahrhunderts.

Dorfkirche Passee
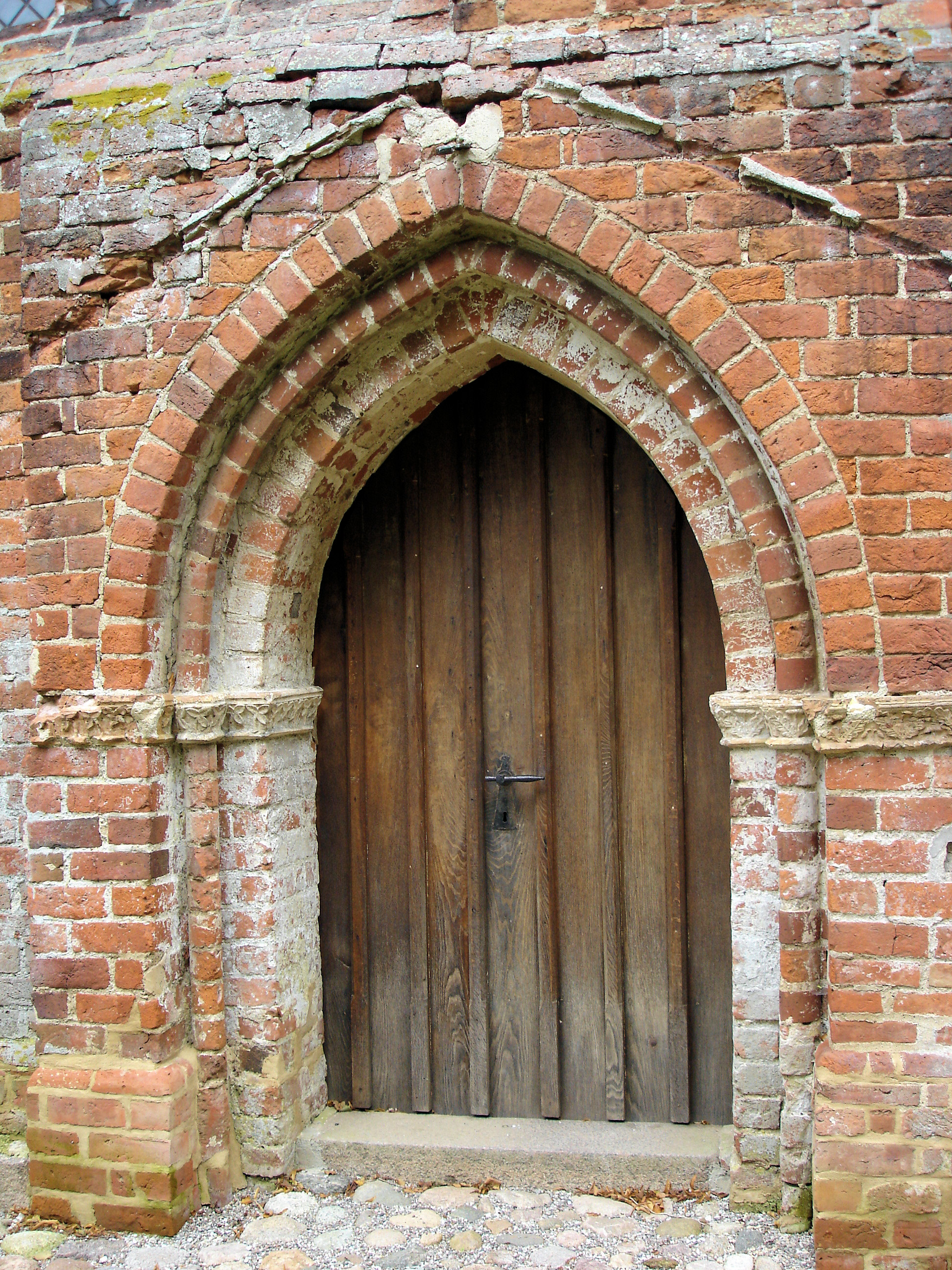
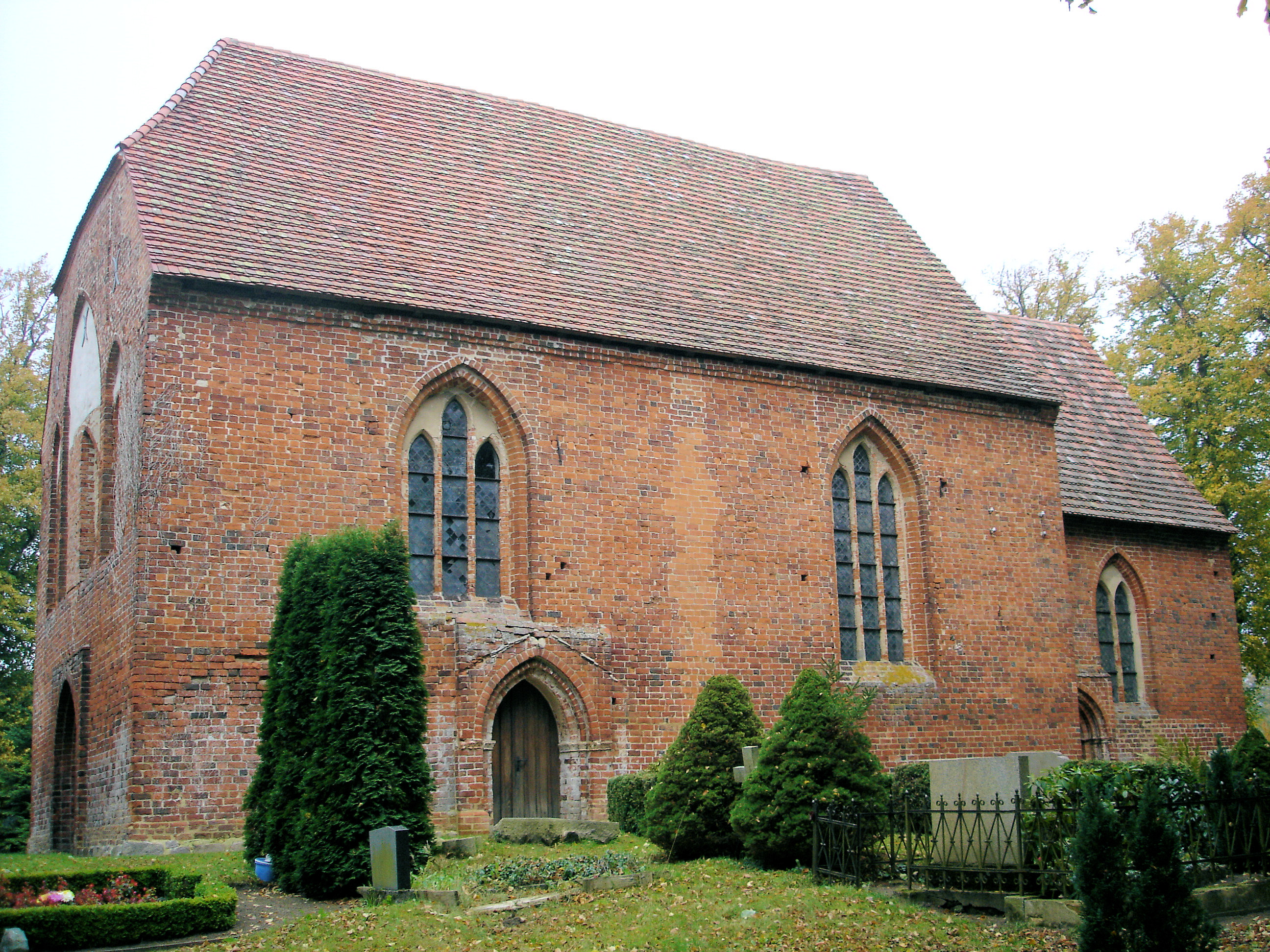
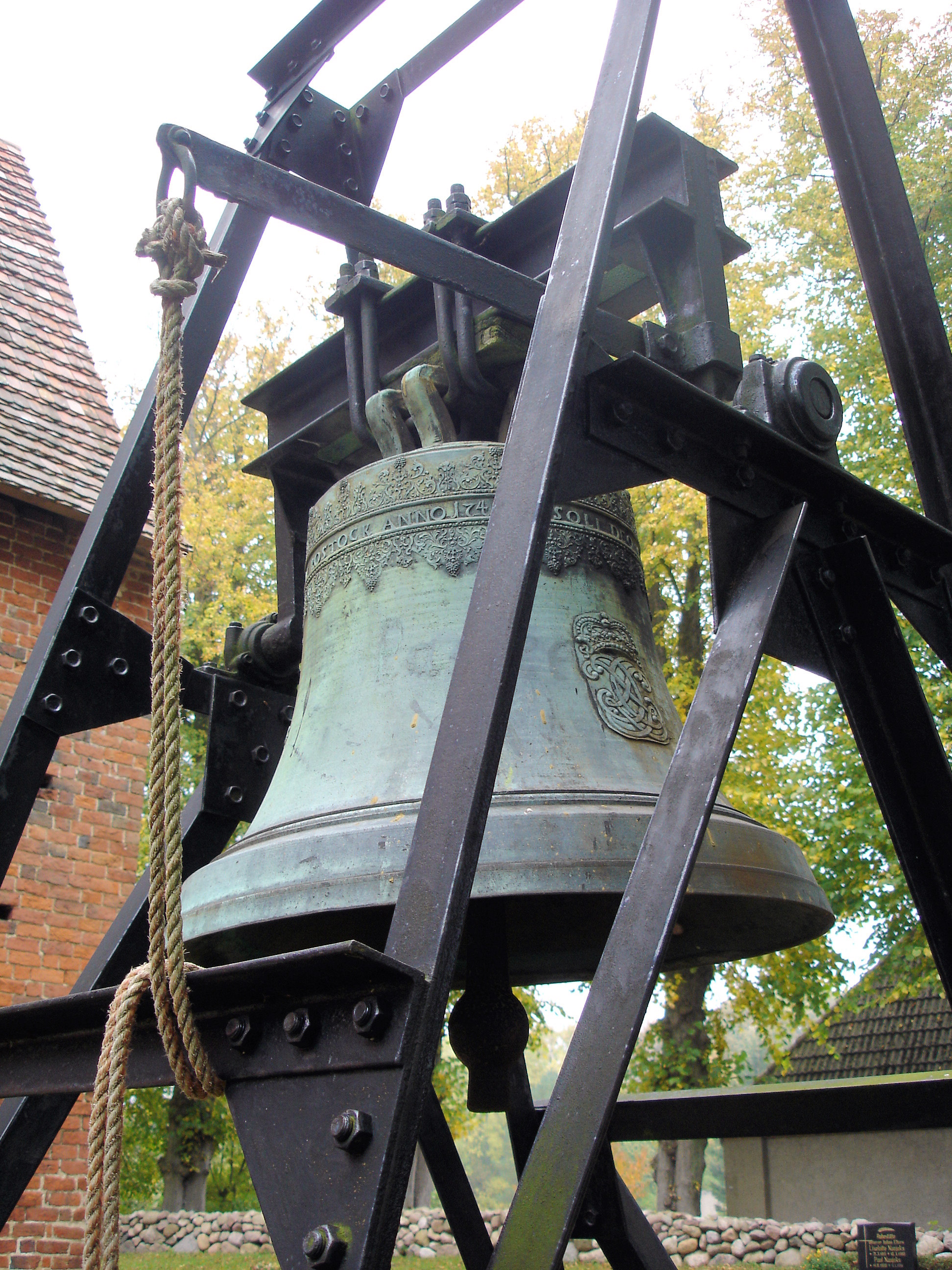

Der Schutzpark für seltene und gefährdete Haustierrassen ist ein interessantes Ausflugsziel für Touristen etwas abseits der Küstenorte. Nordöstlich von Passee liegt ein ausgedehnter Laubwald, der Hügelgräber und slawische Siedlungsplätze aufweist.

## Wirtschaft und Infrastruktur
Im Ortsteil Goldberg wird ein Sägewerk betrieben, im Ortsteil Tüzen ein Kieswerk.

## Verkehrsanbindung
Nahe Passee kreuzt die Straße von Neukloster nach Kröpelin die zur A 20 parallel verlaufende Landstraße von Wismar nach Rostock.

## TV-Beiträge
- Passee – eine ostdeutsche Dorfgeschichte, 44.37 Minuten, 5. Juni 2024 Doku & Reportage NDR
- Kino-Premiere: „Passee – Eine ostdeutsche Dorfgeschichte“, 3.30 Minunten, 3. Mai 2024 Nordmagazin NDR

## Audio
- Ossi oder Wessi – wem gehört das Dorf?, 29.07 Minuten, 27. Mai 2024 Tagesschau-Podcast